# 梁世宗
梁世宗（韓語：양세종，1992年12月23日—），韓國男演員。於2016年11月7日以《浪漫醫生金師傅》飾演都仁範一角出道而受到關注。一年內，便於OCN電視劇《Duel》中擔演第二男主角並於同年9月播出的《愛情的溫度》擔任第一男主角，因此獲稱怪物新人。2018年主演SBS《雖然30但仍17》。2019年1月出演TVN實境綜藝《Coffee Friends》。2019年10月主演JTBC動作史劇《我的國家》。2020年5月12日以現役陸軍身分入伍，於2021年11月15日退伍。

## 出道歷程
高二時因為在學校觀賞話劇《snow drop》的演出後萌生表演的興趣。高三時才首度前往藝術培訓學院接受培訓。雖然2011年的大學面試遺憾落榜，但2012年考取韓國藝術綜合學校演劇院演藝專業，也經該校前輩勸說簽約GOOD PEOPLE娛樂，成為旗下演員。
雖出道較晚，但星途令人稱羨。出道作品《浪漫醫生金師傅》收視率開紅盤，接續的電視劇《師任堂，光的日記》更是備受關注。原本電視劇處女作會是李英愛、宋承憲主演的《師任堂，光的日記》，該劇早已殺青，卻因禁韓令影響，播出時間一再拖延，反而由之後才接拍的電視劇《浪漫醫生金師傅》，藉由飾演劇中巨山大學附屬醫院外科醫生都允莞的兒子都仁範一角，在2016年以演員身份出道。
2017年，《師任堂，光的日記》播出，劇中同時扮演助教和宋承憲的年輕時期。6月，在《Duel》一人分飾三角，性格反差極大，表現精湛，大獲好評，媒體盛讚為怪物新人。9月，首次擔綱電視劇男主角，搭檔女演員徐玄振主演浪漫愛情劇《愛情的溫度》，飾演追求完美不喜歡被人擺佈、勝負欲非常強的廚師溫正善。
2018年5月3日，獲得《第54屆百想藝術大賞》肯定，以《愛情的溫度》中溫暖細膩而有層次的表現脫穎而出，以總分32分的高評價，獲「電視部門 男子新人演技賞」的肯定。韓國《每日體育》在獲獎相關報導中指出：「梁世宗透過《愛情的溫度》的演出，宣告了一個大型新人的誕生。」 評審李東奎教授表示：「年度最佳新人獎候選名單中，唯一透過豐富的作品展現出色卓越演技的是梁世宗。」評審團公布對梁世宗的整體評價：「感受到了做為新人的清新和演員的潛力。這種靈氣在作品中也表現得淋漓盡致，預期將成為大有作為的演員。」

2018年7月，與女演員申惠善主演搞笑療癒愛情喜劇《雖然30但仍17》，飾演一位30歲的設計師孔宇振。因為在17歲時碰上意外事故產生陰影，讓他討厭與外人接觸，封閉自我，不與任何人和世界聯繫，切換過著半年工作、半年與世隔絕的波西米亞式生活的兩極「半半人生」。梁世宗首次挑戰浪漫喜劇男主角就獲得肯定，首週4集播出後，被媒體評為「新浪漫喜劇男神誕生」。
2019年1月梁世宗應柳演錫、孫浩俊邀請，與崔智友成為捐贈綜藝節目《Coffee Friends》固定成員，在濟州島開設咖啡店義賣餐點飲料，金額由客人自行決定，最終營業所得捐贈出去。梁世宗在節目中以全方位助手的角色以及貼心熱情勤奮的模樣獲得觀眾喜愛，有了「萬能助手」、「國民老么」的稱呼。
2019年10月出演JTBC電視劇《我的王國》。故事背景為高麗末朝鮮初朝代變換的混亂時期，描寫那些獻出熱血卻不被歷史記載的無名士兵的故事。梁世宗所飾演的武士徐輝，為了守護生病的妹妹，即使困苦也咬牙樂觀地生活。為了改變人生參加了武舉，從此與摯友南宣浩分別踏上不同命運的道路。徐輝歷經戰爭回鄉再捲入李氏王位之爭，以李芳遠手下大將之姿活躍於兩次王子之亂。最後不辭一死只為守護那些屬於徐輝的王國的人們。梁世宗為了長髮造型，頭髮刻意留長近一年。同時為了呈現劇中的武打動作，在開拍前三個月進行紮實的武術與騎馬訓練。梁世宗所詮釋的徐輝有著溫暖的魅力，其華麗的武打動作與深厚的感情演技，以充滿壓倒性的存在感的變身，再一次獲得了成功。

## 影視作品

### 電視劇
| 年份 | 電視台  | 劇名             | 角色                   | 備註     |
| 2016 | SBS     | 浪漫醫生金師傅   | 都仁範                 | 男配角   |
| 2017 | SBS     | 師任堂，光的日記 | 李謙（少年）／韓尚弦   | 男配角   |
| 2017 | OCN     | Duel             | 李成俊／李成勳／李容燮 | 主演     |
| 2017 | SBS     | 愛情的溫度       | 溫正善                 | 主演     |
| 2018 | SBS     | 雖然30但仍17     | 孔宇振                 | 主演     |
| 2019 | JTBC    | 我的國家         | 徐輝                   | 主演     |
| 2020 | SBS     | 浪漫醫生金師傅2  | 都仁範                 | 特别出演 |
| 2023 | Netflix | 我的女神室友斗娜 | 李元峻                 | 主演     |
| 2025 | Disney+ | 下流大盜         | 吳熙東                 | 主演     |

### 微電影
| 年份 | 片名             |
| ---- | ---------------- |
| 2013 | 我們不知道的事實 |
| 2013 | 心中的聲音       |

## 综艺节目
| 播放日期                  | 電視台 | 節目名稱       | 備註 |
| 2019年1月4日—2019年3月8日 | tvN    | Coffee Friends |      |

## 舞台剧
| 年份 | 劇名               |
| ---- | ------------------ |
| 2014 | 愛麗絲，要去學校了 |

## 粉絲見面會

### ‘First Love’2018 YANG SE JONG FANMEETING
| 日期           | 見面會站次 | 舉行地點                                        |
| 2018年2月10日  | 台灣站     | 台北 ATT SHOW BOX 文創立方                      |
| 2018年10月19日 | 東京站     | チームスマイル・豊洲PIT(TEAM SMILE・Toyosu PIT) |

## 獎項

### 大型頒獎典禮獎項
| 年份 | 名稱                  | 獎項                      | 作品                 | 結果 |
| 2017 | 第1屆The Seoul Awards | 電視劇部門 男子新人獎     | 《師任堂，光的日記》 | 提名 |
| 2017 | SBS演技大賞           | 男子新人演技獎            | 《愛情的溫度》       | 獲獎 |
| 2017 | SBS演技大賞           | 最佳情侶獎(與徐玄振)      | 《愛情的溫度》       | 提名 |
| 2018 | 第54屆百想藝術大賞    | TV部門 男子新人演技賞     | 《愛情的溫度》       | 獲獎 |
| 2018 | 第54屆百想藝術大賞    | 男子人氣賞                | 《愛情的溫度》       | 提名 |
| 2018 | 第6屆APAN Star Awards | 男子新人獎                | 《愛情的溫度》       | 獲獎 |
| 2018 | 第6屆APAN Star Awards | K-Star男演員獎            | 《愛情的溫度》       | 提名 |
| 2018 | 第2屆The Seoul Awards | 電視劇部門 男子人氣獎     | 《雖然30但仍17》     | 提名 |
| 2018 | 第3屆亞洲明星盛典     | 男子人氣獎                | 《雖然30但仍17》     | 提名 |
| 2018 | SBS演技大賞           | 月火劇部門 男子優秀演技獎 | 《雖然30但仍17》     | 獲獎 |
| 2018 | SBS演技大賞           | 最佳情侶獎(與申惠善)      | 《雖然30但仍17》     | 提名 |

## 外部連結
- 梁世宗的Instagram帳戶
- 梁世宗的官方網站
- 梁世宗在NAVER上的资料
- 梁世宗在互联网电影资料库（IMDb）上的資料（英文）
- 梁世宗在豆瓣上的资料（简体中文）
- Fan Cafe （页面存档备份，存于）